# Trafikplats

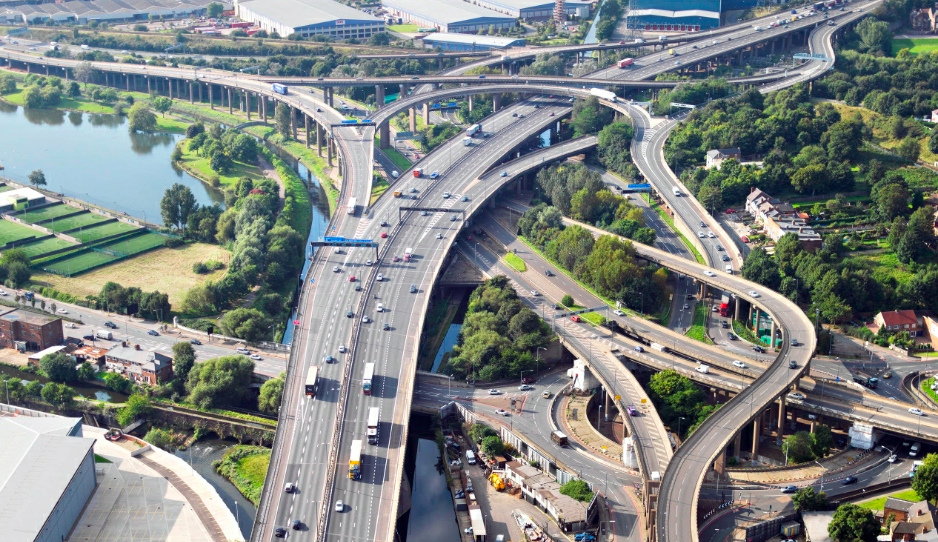
Stor trafikplats i Birmingham i Storbritannien. På grund av sitt utseende har den fått namnet Spagetti Junction.

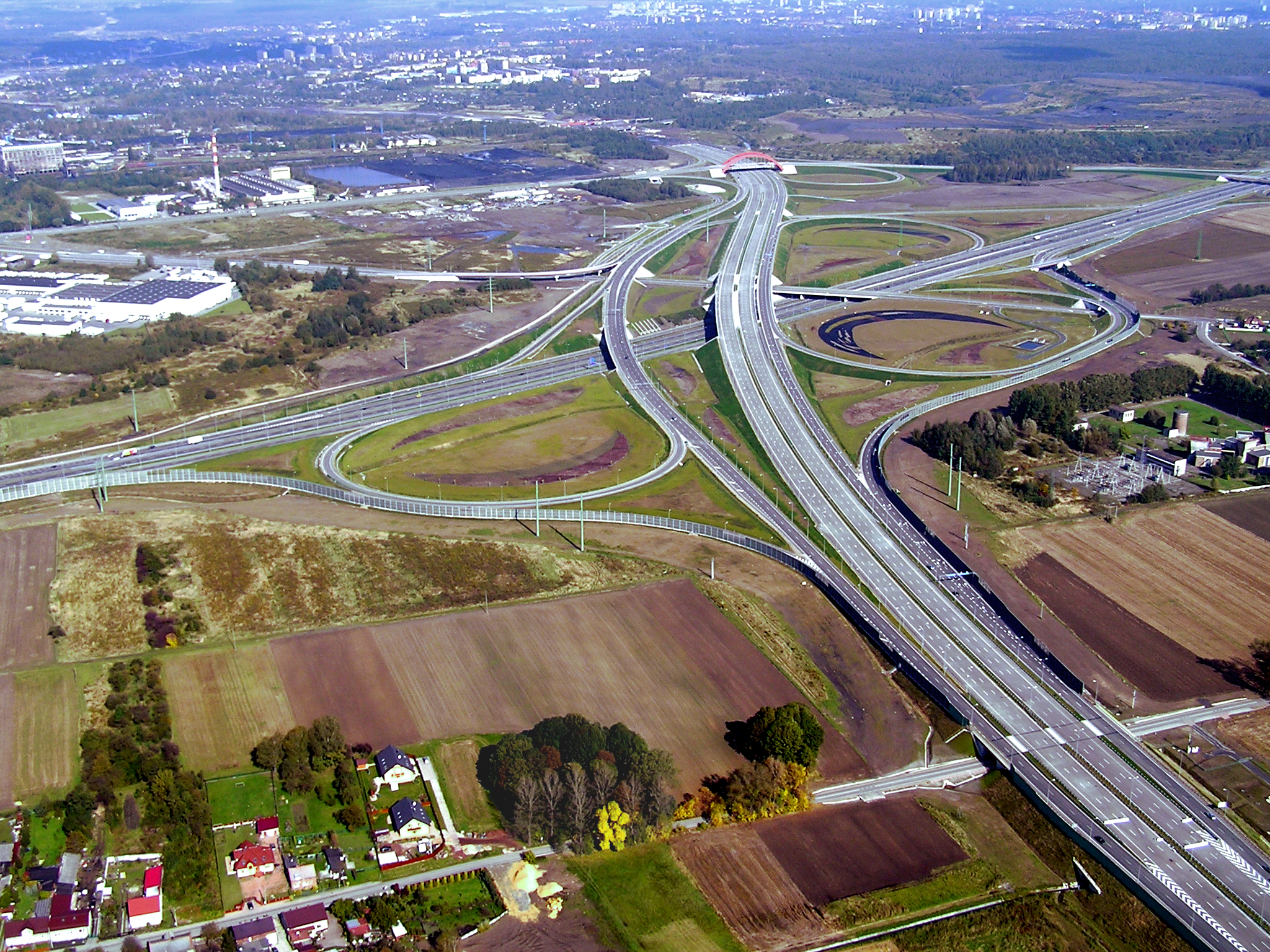
En trafikplats på fyra nivåer, längs med motorvägen A4/E40 i Gliwice, Polen

En trafikplats (förkortning tpl) eller planskild trafikplats (rikssvenska), en planskild anslutning (finlandssvenska) eller ett mot är en typ av vägkorsning där trafiken korsar minst en av de mötande vägarnas körbanor planskilt. För att ta sig mellan vägarna finns i stället på- och avfartsramper. Trafikplatser finns främst längs motorvägar och motortrafikleder (där plankorsningar inte får förekomma) samt andra större vägar, men det förekommer också att mindre vägar och gator har trafikplatser.
Additionskörfält är ett tillkommande körfält som används vid på- och avfart i samband med trafikplatser.
Termen mot, med samma språkliga stam som "möte", används bland annat runt Göteborg, Uddevalla och Värmland, samt i Västerås.

## På- och avfarter

Vägskylt som markerar avfart.

Symbol för trafikplats med avfartsnummer i stora delar av Europa.

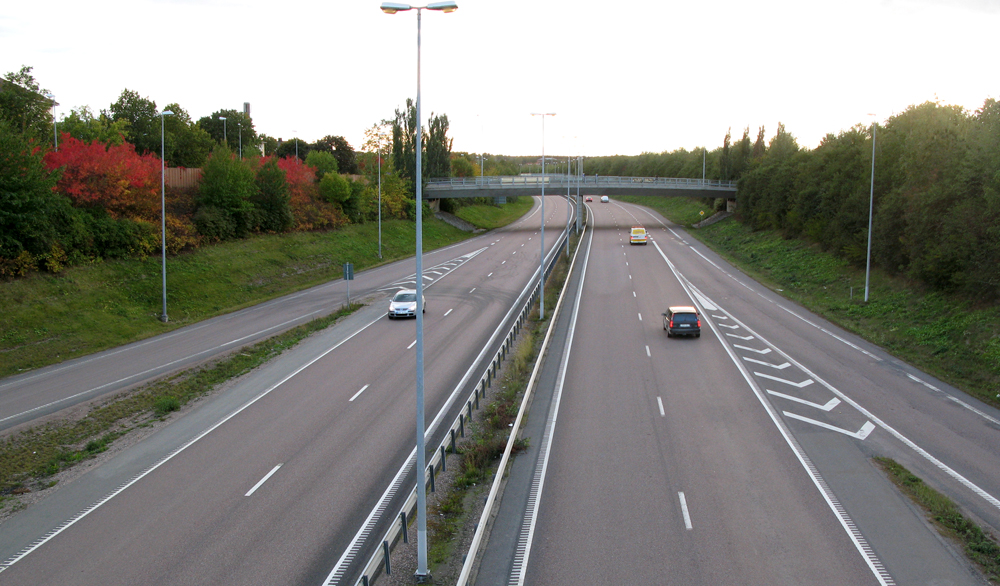
Kilavfart (till vänster) och parallellpåfart/accelerationssträcka (till höger) på Riksväg 55 i Uppsala.

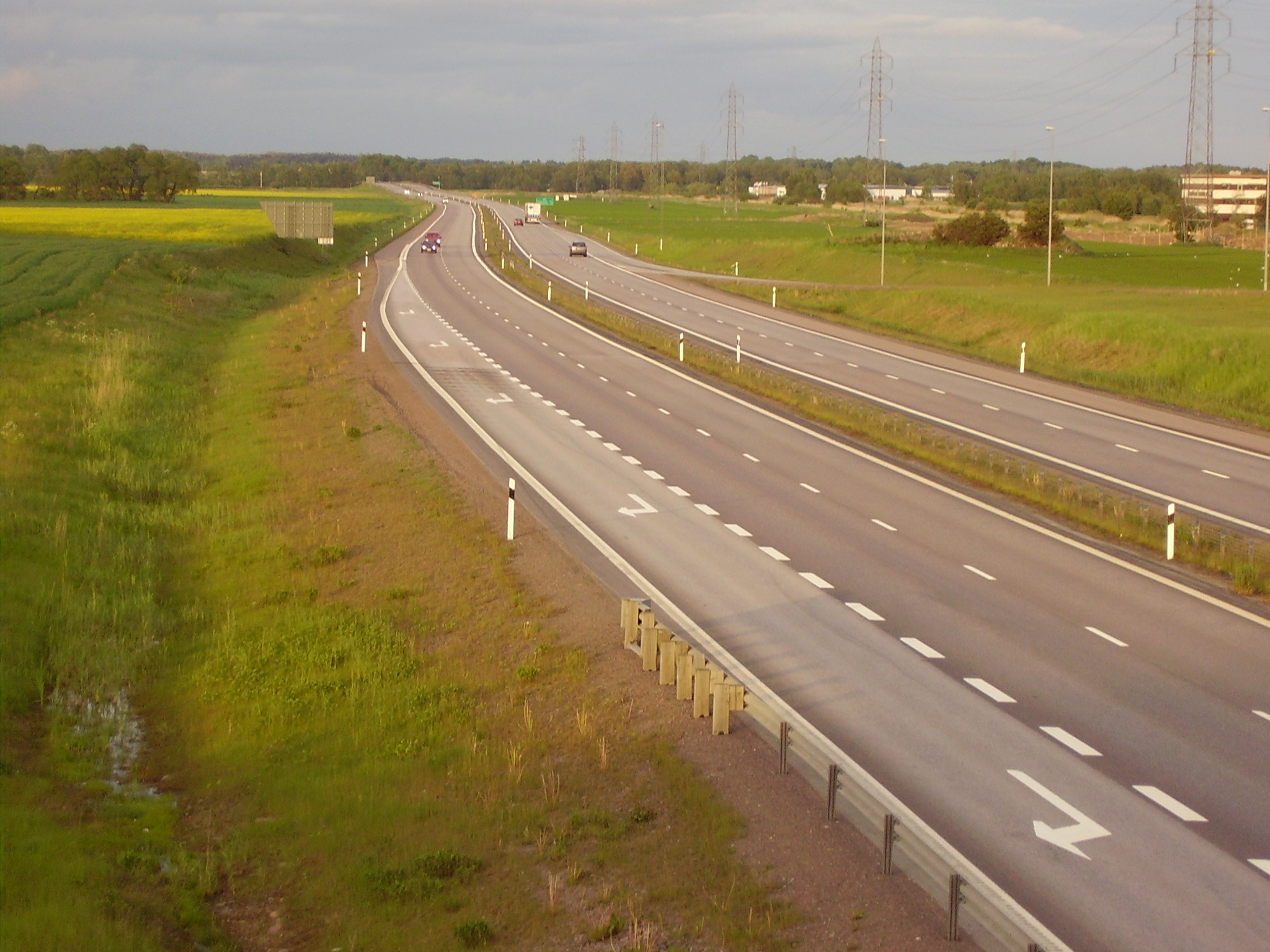
E4 med parallellsträcka för avfart, dvs. parallellavfart, nr 112 (Trafikplats Linköping Norra).

På- och avfarter är kortare vägbanor som förbinder de korsande vägarna i en trafikplats, och gör det möjligt att köra in på respektive lämna minst en av vägarna i trafikplatsen utan att korsa körbanan.
Påfarterna på motorvägar har nästan alltid accelerationsfält, som är ett extra körfält som finns till höger (vid högertrafik) om en vägs huvudkörfält under en begränsad sträcka efter att en påfartsramp mynnat på denna vid en trafikplats. Accelerationsfältet skall ge de från påfarten utkomna trafikanterna chans att komma upp i samma hastighet som de fordon som sedan tidigare befinner sig på vägen har samt ge dem möjlighet att placera sig i dess trafikflöde. I samband med vanliga korsningar och trafikplatspåfarter med stopplikt kan inkommande trafikanter bromsa trafiken på målvägen genom att behöva accelerera direkt i samband med inträdet och dessutom behöva göra det i ordinarie körfält.
På motsvarande sätt kan avfarter ha retardationsfält eller parallellsträckor, som är förberedande avfartskörfält på vägen som skall lämnas. Avfarter med parallellsträcka kallas parallellavfarter, och avfarter utan kallas kilavfarter.

## Typer av trafikplatser
Trafikplatser där inga körbanor korsas i plan kallas högklassiga trafikplatser. Till denna grupp hör bland annat typerna fullständig klöverbladskorsning och trumpetkorsning. De kan fungera som motorvägskorsningar, det vill säga platser där flera motorvägar möts utan att motorväg upphör när man passerar genom korsningen. Bland icke-högklassiga trafikplatstyper finns bland annat ruterkorsning, ruterkorsning med cirkulationsplats, droppruter (ruterkorsning med dropp-cirkulationsplatser, enpunktsruter (SPUI) och halvt klöverblad.